# Jean-Pierre Vuillemin
Jean-Pierre Vuillemin (Rambervillers, 21 de janeiro de 1967) é um prelado francês da Igreja Católica, bispo de Le Mans.
Jean-Pierre Vuillemin estudou no Seminário Interdiocesano de Lorraine e foi ordenado sacerdote em 11 de junho de 1994 para a diocese de Saint-Dié.
Depois da ordenação, foi primeiro capelão em Bruyères e Mirecourt. De 2001 a 2004 estudou no Institut Catholique de Paris, onde se doutorou em direito (Dr. iur. utr.) em 2006. De 2004 a 2011 foi oficial do tribunal eclesiástico interdiocesano das dioceses de Saint-Dié, Nancy e Verdun e da arquidiocese de Dijon. Desde então é funcionário do tribunal interdiocesano de Besançon. A partir de 2004 também foi pároco em Dompaire e a partir de 2012 pároco e reitor em Épinal.
O Papa Francisco o nomeou bispo titular de Thérouanne e bispo auxiliar de Metz em 8 de janeiro de 2019. Foi consagrado bispo pelo Bispo de Metz, Jean-Christophe Lagleize, em 3 de fevereiro do mesmo ano na Catedral de Metz. Os co-consagradores foram o bispo de Saint-Dié, Didier Berthet, e seu predecessor, Jean-Paul Mathieu.
De 13 de agosto de 2021 a 4 de setembro do ano seguinte, administrou a diocese de Metz durante a vacância da Sede como Administrador Apostólico..
Em 3 de abril de 2023, foi nomeado como bispo de Le Mans.